# 中国人民解放军西藏军区总医院
中国人民解放军西藏军区总医院，位于西藏自治区拉萨市城关区娘热路，隶属中国人民解放军西藏军区，为三级甲等医院。

## 简介
西藏军区总医院的前身是“川东军区直属医院”，1949年11月在四川省长寿县（今属重庆市）组建。1952年3月迁至重庆市江北县洛碛镇。1953年更名为西南军区陆军医院。1954年1月更名为西南军区洛碛二级陆军医院。同年又更名为西南军区第二十一医院。1955年1月，该院更名为“陆军第四十九医院”，同年奉命进驻西藏。1962年2月1日，正式命名为“西藏军区总医院”，并且迁入现址。
该医院负责驻西藏的37个体系部队的医疗保障以及上级军地首长在西藏期间的保健工作。历史上该医院先后参加了1959年平叛、1962年中印边界自卫反击战、“87・4”演习、1989年拉萨戒严、1998年那曲抗雪救灾、兰―西―拉光缆施工、青藏铁路建设等的卫生后勤保障任务。
该医院擅长高原医疗，在高原急病防治及高原重病救治方面积累了大量经验。该医院开创了第一例高原“浅低温不停跳体外循环心内直视手术”、“先天性心脏病封堵治疗术”、“活体肾移植术”等新技术432项。
21世纪初，少将李素芝担任西藏军区副司令员兼西藏军区总医院院长、全军高山病中心及全军高原战创伤救治中心主任、主任医师、博士生导师。2007年9月，他被中央文明办、全国总工会、共青团中央、全国妇联评选为“全国敬业奉献模范”，受到中共中央总书记胡锦涛等党和国家领导人接见。同年，他被中国人民解放军总后勤部评为“全军医院建设工作先进个人”。2008年，获“中国改革开放30周年军营新闻人物”称号。

## 历任领导
| 院长 1. 白慎行（1952年9月—1955年5月，西南军区洛碛第二十一陆军医院院长） 2. 强维庶（1955年5月—1957年8月，陆军第四十九医院院长） 3. 王斌（1957年9月—1960年7月，陆军第四十九医院院长） 4. 韩元基（1960年7月—1962年3月，陆军第四十九医院院长） 5. 景嘉魁（1962年6月—1971年3月） 6. 沈东敏（1971年3月—1974年8月） 7. 周志先（1974年8月—1978年11月） 8. 戴学温（1978年11月—1981年3月） 9. 周志先（1981年3月—1983年7月） 10. 钟福高（1983年7月—1987年7月） 11. 邹恂达（1987年7月—1990年8月） 12. 车惠民（1990年9月—1995年8月） 13. 李素芝（1996年3月—2015年，2005年起为西藏军区副司令员兼） 14. 殷作明（2015年—） | 政治委员 1. 宋尚政（1957年3月—10月，陆军第四十九医院政治委员） 2. 王佐（1957年10月—1959年11月，陆军第四十九医院政治委员） 3. 乔原放（1959年12月—1962年2月，陆军第四十九医院政治委员；1962年2月—1964年11月，西藏军区总医院政治委员） 4. 宋盛祥（1964年12月—1965年3月） 5. 栗原（1965年3月—1970年12月） 6. 陈振武（1972年3月—1973年10月） 7. 孟昭勤（1973年7月—1978年11月） 8. 张振（1978年11月—1981年11月） 9. 阎秉章（1981年3月—1987年7月） 10. 李世杰（1987年7月—1992年10月） 11. 何洪江（1994年6月—1998年12月） 12. 兰世全（1998年12月—2001年5月） 13. 谭家钊（2001年6月—2006年） 14. 徐根（？—？） 15. 唐明文（2010年—） |